# پاپ کورن مایکروویوی

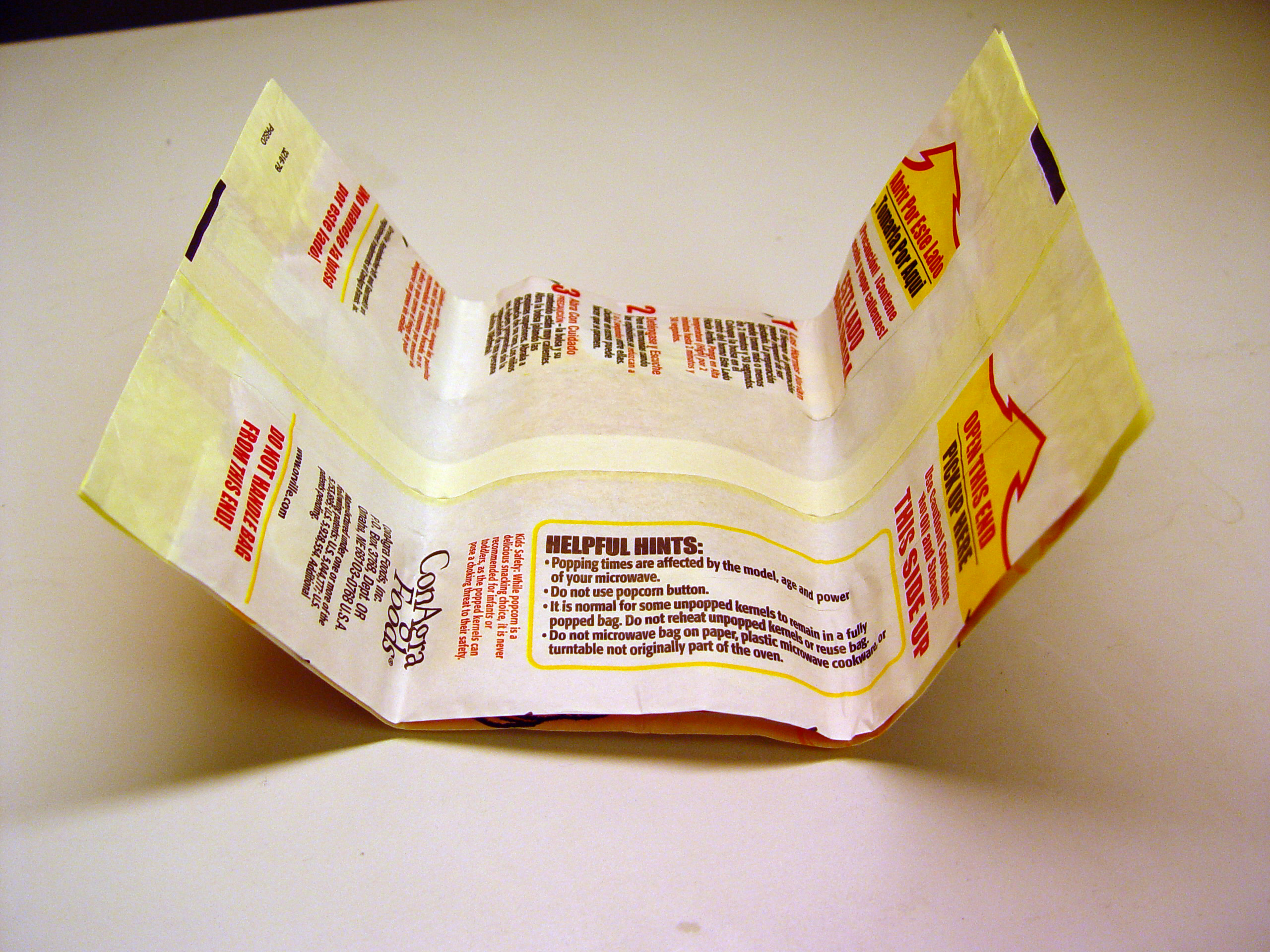
کیسه پاپ کورن مخصوص مایکروویو از کنگارا برندس ، در حالت نپخته

پاپ کورن مایکروویوی یک غذای آماده است که از پاپ کورن نپخته در یک کیسه کاغذی دربسته و مرغوب تهیه می‌شود که برای گرم کردن در مایکروویو در نظر گرفته شده است. این کیسه‌ها علاوه بر ذرت خشک، معمولاً حاوی روغن پخت و پز با چربی اشباع کافی برای جامد شدن در دمای اتاق، یک یا چند چاشنی (اغلب نمک ) و طعم‌دهنده‌های طبیعی یا مصنوعی یا هر دو هستند.
این کیسه معمولاً هنگام قرار دادن در مایکروویو تا حدودی تا می‌شود و در نتیجه فشار بخار حاصل از دانه‌های گرم شده باد می‌کند.

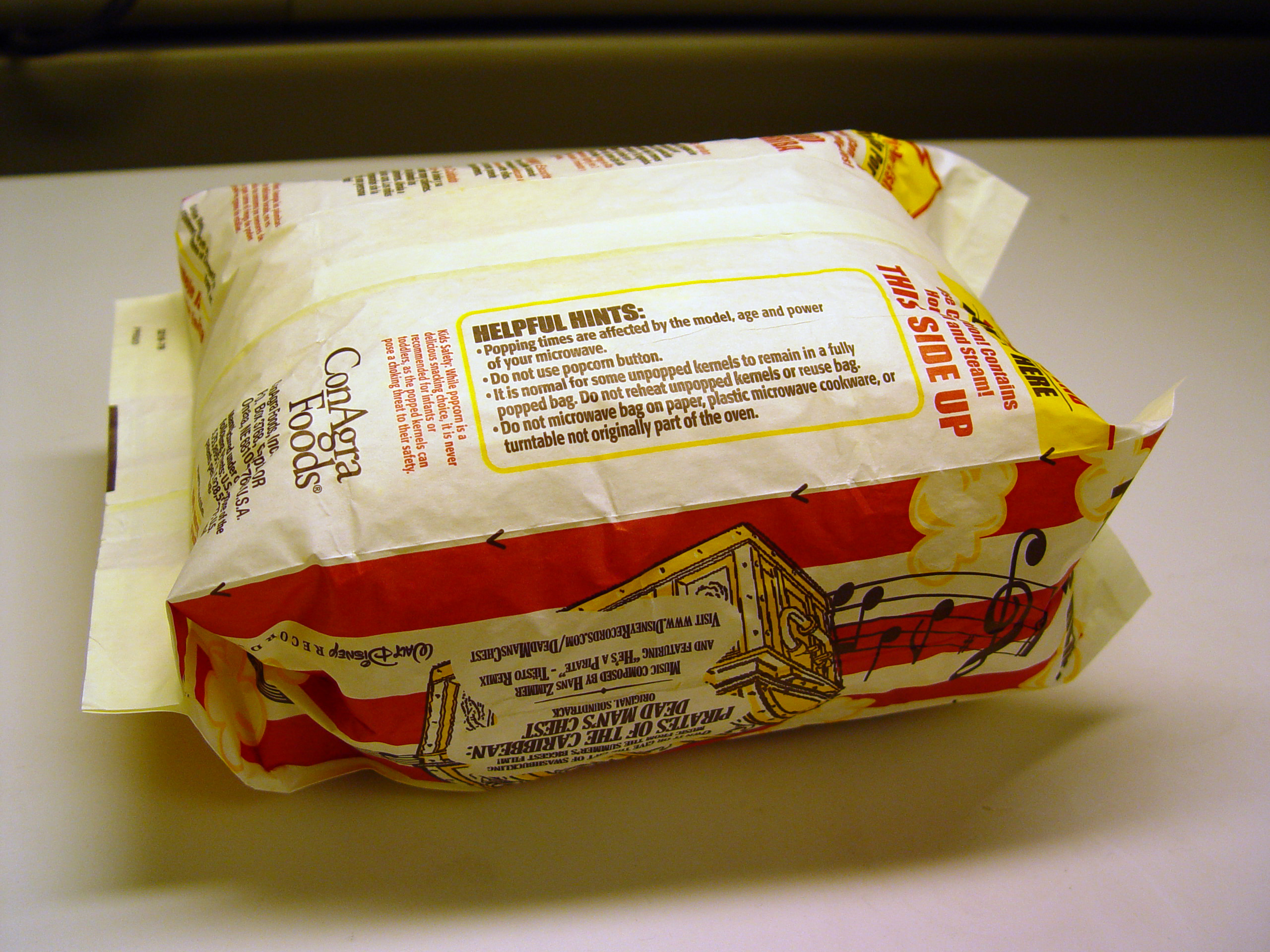
کیسه پاپ کورن مایکروویوی، در حالت پف کرده

کیسه‌های پاپ کورن مخصوص مایکروویو طوری طراحی شده‌اند که از سوختن دانه‌های پاپ کورن جلوگیری کنند، این پدیده نامطلوب زمانی رخ می‌دهد که دانه‌های پاپ کورن در دمای بالاتر از ۳۰۰ درجه فارنهایت (۱۵۰ درجه سلسیوس) گرم شوند. 
کیسه‌های پاپ کورن مخصوص مایکروویو طوری طراحی شده‌اند که از سوختن دانه‌های پاپ کورن جلوگیری کنند، این پدیده نامطلوب زمانی رخ می‌دهد که دانه‌های پاپ کورن در دمای بالاتر از ۳۰۰ درجه فارنهایت (۱۵۰ درجه سلسیوس) گرم شوند. 